# Чефалу
Чефалу́ (итал. Cefalù; сиц. Cifalù) — коммуна в провинции Палермо, в регионе Сицилия, Италия. Территория — 65,80 км². Население — 14 407 чел. (2012). 10 фракций — Джибильманна, Калура, Капо, Кокуццола, Маццафорно, Ольястрилло, Пишьотто, Сант-Амброджо, Сеттефрати, Торре-Санта-Луча. Мэр коммуны — Розарио Лапунцина (с 2012 года). Святая покровительница коммуны — Богоматерь Непорочная (праздник 8 декабря). Чефалу — один из главных морских курортов на острове и входит в список самых красивых малых городов Италии.

## География
Коммуна расположена на северо-востоке провинции Палермо, примерно в 70 км от столицы, у подножия скалы Рокка-ди-Чефалу. Граничит с коммунами Кастельбуоно, Граттери, Изнелло, Ласкари, Поллина в провинции Палермо и Тирренским морем. Территория коммуны входит в состав природного парка Мадоние.
Климат умеренный с жарким сухим летом и прохладной дождливой зимой. В Чефалу действует метеорологическая станция.
Морское побережье коммуны составляет около 30 км. Прямые участки песчаных пляжей в заливах и бухтах чередуются здесь со скалистыми рифами с низкими или очень высокими хребтами с видом на море. Береговая линия страдает от эрозии волнового воздействия. В некоторых районах, таких, как район старого и нового портов, наблюдается противоположное явление в виде оседания из-за мусора, принесённого реками, текущими со скалы и холмов вблизи побережья. Для борьбы с эрозией на побережье в районах Калура и Контрада-Маццафорно установлены волнорезы.
Близ побережья находится небольшой отрезок низменности, с которой открывается вид на горный хребет Мадоние, и далее начинается горная зона. Чефалу находится в сейсмоопасной зоне II уровня. По территории коммуны проходит железнодорожная ветка Палермо-Мессина со станцией «Чефалу».

## История
Поселение у основания 376-метрового мыса в море существовало ещё в глубокой древности, о чём свидетельствуют фрагменты циклопической стены VI века до н. э. и мегалитическое святилище, так называемый храм Дианы IX—VIII века до н. э.
В IV веке до н. э. древние греки основали здесь колонию Кефалойдион (греч. Κεφαλοίδιον). Название было образовано от древнегреческого слова «кефа» (kεφα), что означает «голова», или от финикийского слова «кефас» (kephas), что означает «скала». Город находился в зависимости от другой древнегреческой колонии, Гимеры. Впервые упомянут в 395 году до н. э. как союзник карфагенского военачальника Гимилькона. В 307 году до н. э. был завоёван древнегреческой колонией Сиракузы. В 254 году до н. э. захвачен древними римлянами и переименован ими в Кефалодиум (лат. Cephaloedium).
Во время Византийской империи город был перенесён с равнины на скалу. От этого времени сохранились крепостные стены с зубцами, церкви, казармы, ёмкости для воды и печи. Старый город не был полностью заброшен. Сохранилось здание с мозаичным полом VI века, в котором проходило христианское богослужение. В 858 году, после долгой осады, Кефалодиум был завоёван арабами-мусульманами, которые переименовали его в Гафлиду. Город был включён в состав Палермского эмирата.
В 1063 году он был завоеван норманнами во главе с Рожером I, а в 1131 году Рожер II заложил трёхнефный собор, выделяющийся среди окружающей застройки своими четырёхъярусными романскими башнями. После поновлений XVI и XVII веков в интерьере собора уцелело лишь несколько византийских мозаик XII века, из которых первое место во всей Сицилии принадлежит грациозному изображению Христа Пантократора в центральной апсиде. Тогда же город получил название Чефалу. Здесь были построены церковь Святого Георгия и монастырь палаццо Мария (дворец Марии), преобразованный в ратушу в XIV веке. В XV веке коммуна стала владением епископов Чефалу.
Во время Рисорджименто, 14 марта 1857 года, в Чефалу был расстрелян местный уроженец и патриот, Сальваторе Спинуцца. После высадки Джузеппе Гарибальди на Сицилии в январе 1861 года, коммуна заявила о своём желании находиться в составе единого королевства Италия. С 1861 по 1927 год Чефалу был центром одноимённого округа в провинции Палермо. Сегодня коммуна является приморским курортом, популярным у туристов своими пляжами и памятниками архитектуры.

## Культура
Театр в Чефалу был основан бароном Бордонаро. За свою историю открывался и закрывался несколько раз. Так, во время эпидемии чумы использовался как лазарет, а в 20-х годах XX века здесь был кинотеатр. В 80-х годах XX века здание театра купила и отреставрировала коммуна. Теперь он носит имя Сальваторе Чичеро, музыканта, первой скрипки Сицилийского симфонического оркестра. Помещение театра разделено на три яруса, в которых находятся ложи. Сохранено живописное убранство театра (холст на потолке, занавес), созданное в 1885 году Розарио Спаньоло.
Музей Мандралиска в Чефалу был основан бароном Мандралиска. В нём экспонируется собрание картин XV века, коллекции древних монет и раковин. С 1981 года в постоянной экспозиции музея находится «Портрет неизвестного» — картина Антонелло да Мессина, написанная им между 1465 и 1476 годами. Картина была приобретена бароном Мандралиска на острове Липари, где использовалась в качестве дверцы шкафа в местной аптеке. Повреждённое полотно реставрировалось в XIX и середине XX века. Загадочная улыбка неизвестного стала одним из культурных символов Чефалу.
Ежегодно 2—6 августа в коммуне проходит фестиваль, посвящённый празднику Преображения Господня. В Чефалу была основана известная итальянская фольк-группа «Пещерные люди» (итал. I Cavernicoli), просуществовавшая с 1967 по 2010 год.
В коммуне есть три футбольных клуба — Чефалу (в первой лиге), Стелла Адзура Чефалу и Реале Чефалу (обе во второй лиге). Есть также мужская баскетбольная команда Чефалу и женская волейбольная команда Коста Верде Чефалу.
Коммуна Чефалу стала местом действия романов «Улыбка неизвестного матроса» (Il sorriso dell’ignoto marinaio, 1976) и «Ночью, дом в дом» (Nottetempo, casa per casa, 1992) Винченцо Консоло, «Море цвета вина» (Il mare colore del vino, 1973) Леонардо Шаша. На территории коммуны были сняты фильмы «Каждому своё» (A ciascuno il suo, 1967) Элио Петри, «Учитель» (L’insegnante, 1975) Нандо Чичеро, «Новый кинотеатр «Парадизо»» (Nuovo Cinema Paradiso, 1988) Джузеппе Торнаторе, «Постановщики свадеб» (Il regista di matrimoni, 2005) Марко Беллоккьо.

### Достопримечательности
Исторический центр Чефалу сохранил средневековую структуру с узкими улочками, вымощенными прибрежной галькой и известняком, добытым из скалы Рокка-ди-Чефалу. Одной из достопримечательностью центра является дворцовая крепость XII века Великий Остерий. Здесь же находятся несколько палаццо, построенные в стиле ренессанса и неоклассицизма, а также барочное здание ломбарда, построенное местным епископом в начале XVIII века.
За крепостной стеной сохранились средневековые общественные прачечные, ранее находившиеся по берегам реки, скрытой под мостовую в XVII веке.
Городской собор — кафедральный собор епархии Чефалу, с 3 июля 2015 года входит в список всемирного наследия ЮНЕСКО. Построен Рожером II, королём Сицилии. Освящён в честь Преображения Господня. Памятник арабо-норманнского стиля, сохранивший в основном свой внешний и внутренний вид XII—XIII веков.
Санктуарий в Джибильманна — санктуарий, посвящённый Богоматери Джибильманской (итал. Madonna di Gibilmanna). Популярное место паломничества во фракции Джибильманна. Расположен примерно в 800 метрах над уровнем моря на западном склоне Пиццо-Сант-Анджело.

## Известные уроженцы и жители
| - Джованни Бернардино Аццолино (1572—1645) — художник. - Энрико Бонесса (1891—1983) — генерал. - Франческо Мария Гверрьери-Файлла (1831—1900) — поэт. - Джакомо Дель Дука (1520—1604) — архитектор. - Винченцо Джузеппе Кавалларо (1886—1961) — физик. - Винченцо Каролло (1920—2013) — президент региона Сицилия. | - Антонио Кастелли (1923—1988) — писатель. - Паскуале Кулотта (1939—2006) — архитектор. - Винченцо Мария Пинторно (1862—1968) — музыкант. - Доменико Портера (1932—2006) — историк. - Паскуале Престизимоне (1894—1958) — генерал. - Сальваторе Спинуцца (1829—1857) — патриот, участник Рисорджименто. |  |

## Галерея
- Вид на Чефалу с горы Ла Рокка
- Кафедральный собор Чефалу
- Кафедральный собор и центр города
- Центральные улицы Чефалу
- Яхтенный порт Чефалу